# Profane Genocidal Creations
Profane Genocidal Creations è il secondo album in studio del gruppo musicale tedesco Dark Fortress, pubblicato nel 2003.

## Tracce
1. Introduction - 1:45
2. Defiance of Death - 8:36
3. Passage to Extinction - 9:11
4. In Morte Aeternitas - 9:04
5. Moribound Be Thy Creation - 6:19
6. Through Ages of War - 6:05
7. Blood of the Templars - 7:20
8. Warlord (Face the Angel of Pestilence) - 5:02
9. Battles Rage in the Infernal Depth - 6:49
10. A Fortress Dark - 8:16